# 460.
460. je sedmo desetletje v 5. stoletju med letoma 460 in 469. 